# أعجل (موسيقى)
الأعجل نمط موسيقي بين العاجل والأسرع Presto، ويكثر استخدامه في الحركتين الأولى والأخيرة من سوناتات و السيمفونيات.

## أمثلة
- الحركة الأولى من السمفونية الخامسة لبيتهوفن (Allegro con brio).

## وصلات خارجية
- تصنيف كومنز